# Radio Atlantis (België)
Radio Atlantis was een Vlaamse zeezender opgericht door Adriaan Van Landschoot.

## Huur zendschip Radio Caroline
Adriaan Van Landschoot, een welgesteld zakenman die zijn geld had verdiend in de textielhandel, huurde gedurende drie maanden een van de zenders van Radio Caroline op het zendschip Mi Amigo. De uitzendingen startten op 15 juli 1973 en werden zeer goed ontvangen door de Vlaamse bevolking. De huur werd echter niet verlengd omdat er een hoger bod was ontvangen.
Op 18 oktober 1973 was er een heftige storm waardoor de antennemast afbrak. En het huurcontract werd niet verlengd.

## Eigen zendschip Jeanine
Op 31 oktober 1973 werd het zendschip van Radio Condor aangekocht, een zeezender die wel in de lucht is geweest met testuitzendingen. De Zondaxonagou, een ex-IJslandvaarder, maar sinds een brand zonder motor, werd omgedoopt tot Jeanine, naar de vrouw van de eigenaar. Het schip ging voor de Belgische kust ter hoogte van Knokke voor anker. De officiële uitzendingen begonnen op 30 december 1973. De nachtprogramma's werden verzorgd door Engelse dj's. Omdat in België de anti-piratenwet reeds van kracht was, werden de meeste Vlaamse programma's op band opgenomen in een studio in het Nederlandse Oostburg, en dan naar het schip gebracht. Vanaf juni 1974 werd ook een beperkt aantal uren live in het Nederlands vanaf het zendschip uitgezonden door de Nederlandse diskjockeys Peter de Vries (echte naam Piet van der Vooren) en Rob Ronder (Alfons Jagtman). Op 25 augustus 1974 werden de Vlaamse uitzendingen gestaakt en 31 augustus 1974 werd de laatste uitzenddag voor de Engelstaligen. Op 1 september werd het schip naar Vlissingen gesleept waar het door een duizendtal bewonderaars werd verwelkomd.
Tijdens het afscheid van de Nederlandstalige uitzendingen werd aangekondigd dat Atlantis nog met beter materiaal zou terugkeren. Geprobeerd werd om vanaf Gunfleet Tower nog voor Kerstmis 1974 terug te zijn met programma's. Echter, dit kunstmatige bouwwerk lag binnen de Britse territoriale wateren. De Britse autoriteiten vielen op 23 december 1974 binnen en namen de zendapparatuur in beslag. Adriaan Van Landschoot hield zich dan een tijdje stil omdat hij veroordeeld werd voor zijn uitzendingen.

## 1979 Eigenaar Radio Mi Amigo
In 1979 kwam Radio Mi Amigo terug vanaf het nieuwe zendschip de Magdalena. Ruim twintig jaar later heeft Adriaan Van Landschoot pas toegegeven dat hij de verantwoordelijke was. Het zendschip strandde echter na drie maanden, en werd in beslag genomen. 

## Landpiraat
Radio Atlantis kwam in 1980 dan toch nog terug voor een zestal weken vanaf land als een van de eerste vrije radio's vanuit Maldegem. Atlantis werd echter ook hier in beslag genomen. Het duurde in Vlaanderen nog een jaar vooraleer de vrije zenders niet aan de lopende band werden in beslag genomen.
Adriaan Van Landschoot wilde met de piratenzender de Vlaamse muziekindustrie steunen omdat deze te weinig aan bod kwam op de nationale zenders.
Onder de naam Atlantis zijn er verder over de hele wereld diverse stations actief (geweest). Vele met hun naam gekozen door het bekende nummer van Donovan, maar even zovele met hun naam als "ode" aan de zeezender. Op dit moment bestaan er nog een Atlantis in Rotterdam, een Atlantis 1521 in Friesland en de Nederlands-Duitse Atlantis102.